# Fish and chips
Fish and chips, również fish ‘n’ chips (z ang. ryba z frytkami) – brytyjskie danie składające się ze smażonej ryby (tradycyjnie dorsza lub łupacza) w cieście lub bułce tartej oraz frytek. Anglicy skrapiają całość octem słodowym oraz dodają szczyptę soli, w innych krajach używa się innych dodatków, takich jak sos tatarski lub majonez.
Potrawa jest popularna głównie w krajach anglosaskich.

## Historia

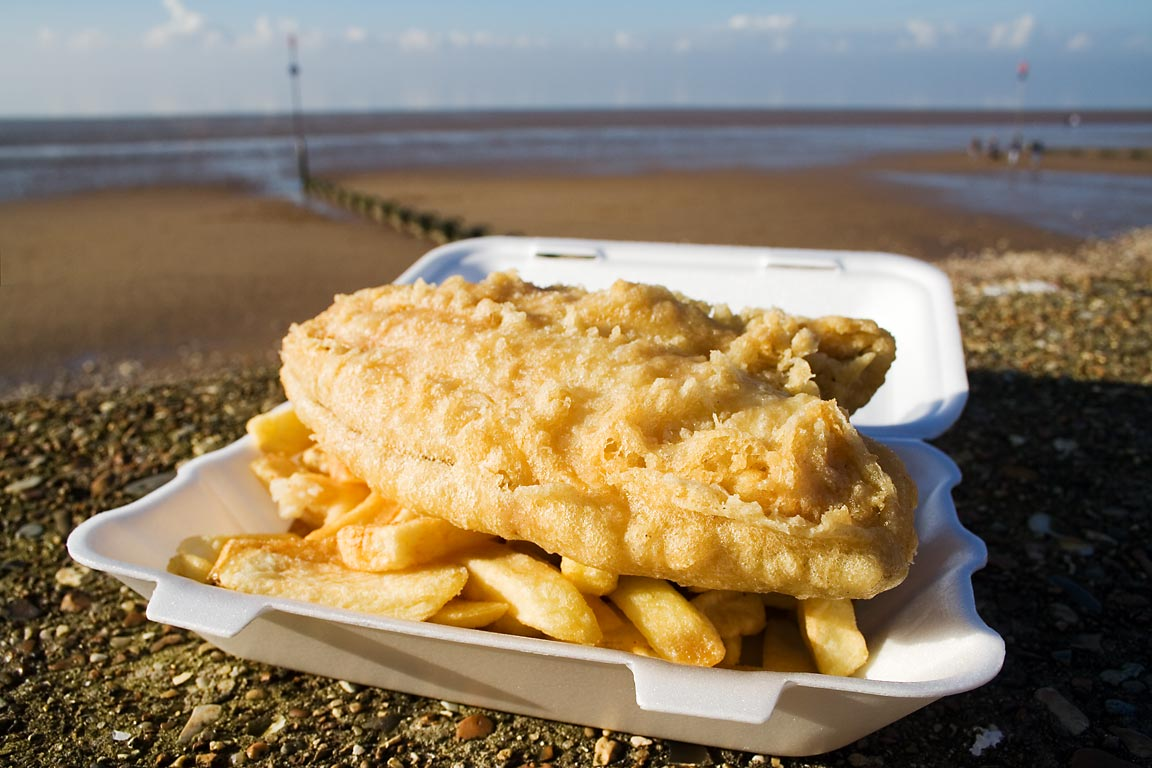
Fish and chips podane na wynos

Początki fish and chips datują się na XVI wiek, a potrawa miała być wynaleziona przez zamieszkujących Portugalię żydów sefardyjskich, którzy, aby uniknąć pracy w szabat, przygotowywali w piątek smażoną rybę w cienkiej powłoce z ciasta, jedzoną następnie z macą. Wkrótce ryba w panierce zaczęła być sprzedawana na ulicach.

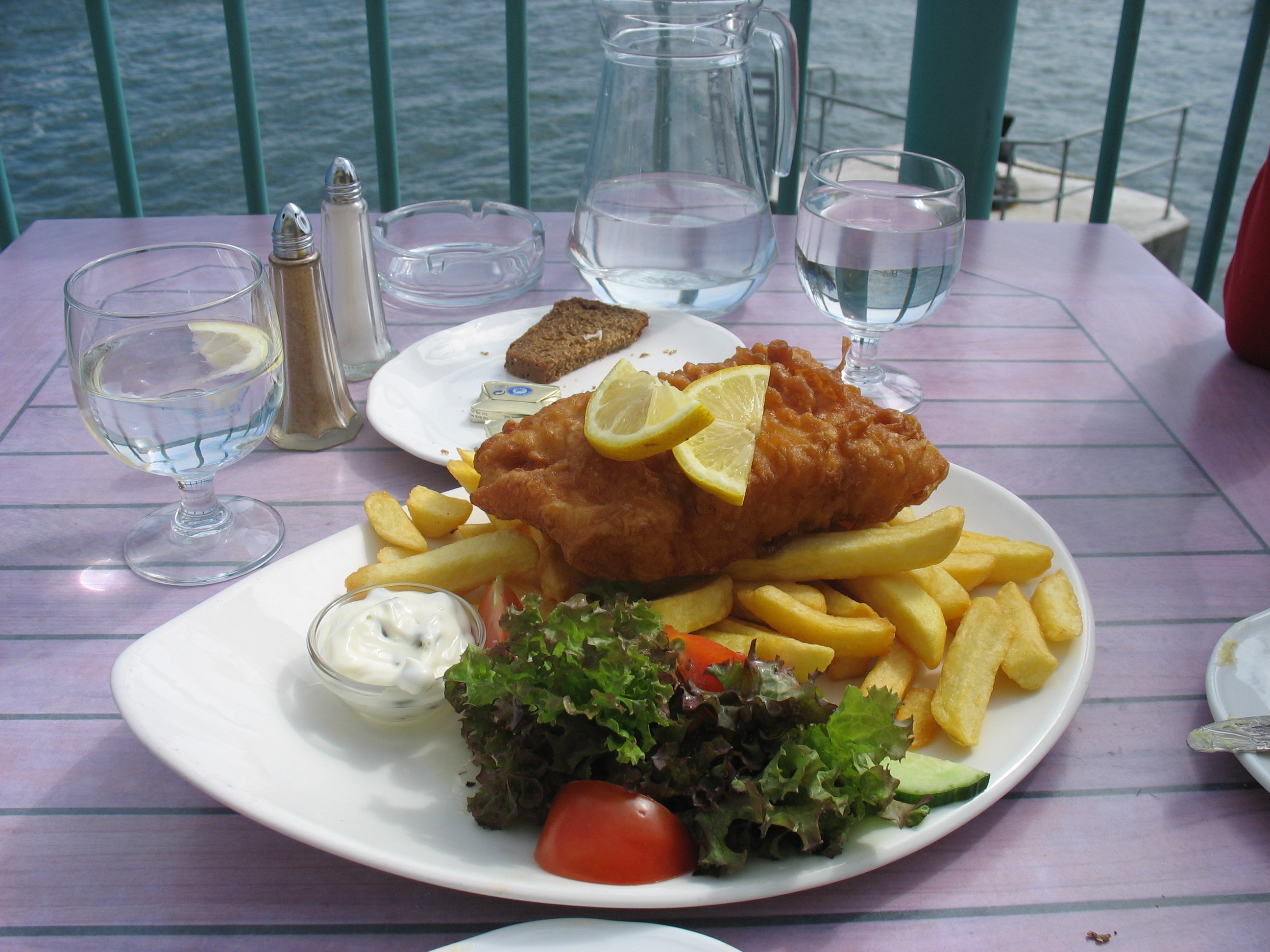
Fish and chips w Irlandii

Wzmianki o smażonej rybie pojawiały się w książkach w pierwszej połowie XIX wieku (np. Olivier Twist Charlesa Dickensa, czy też A Shilling Cooking for the People, gdzie pisano o rybie smażonej po żydowsku). Na Wyspach Brytyjskich potrawa upowszechniła się w drugiej połowie XIX wieku – miało to związek z rozwojem floty rybackiej i transportu kolejowego, który spowodował znaczne obniżenie cen ryb. Frytki pojawiły się w potrawie w drugiej połowie XIX wieku, a pierwszy sklep sprzedający fish and chips otwarto w roku 1860, założył go żydowski emigrant Joseph Malin. W Australii pierwszy sklep z fish and chips otwarto w Sydney przy Oxford Street w roku 1879 Szczyt popularności potrawy miał miejsce pod koniec lat dwudziestych XX w.; podówczas w Wielkiej Brytanii funkcjonowało 35 000 sklepów oferujących tę potrawę; W latach 20. XXI wieku operowało 10 500 takich placówek.

## Występowanie
Danie popularne jest zwłaszcza w Wielkiej Brytanii, Belgii (podawane z majonezem), Australii, gdzie tradycyjnie podaje się je z sosem tatarskim. W Australii funkcjonuje 4000 sklepów sprzedających fish and chips.
Potrawa występuje również w Nowej Zelandii, w Stanach Zjednoczonych, a także w Irlandii i w Kanadzie.

## Potrawa w Wielkiej Brytanii
Fish and chips najczęściej podawane jest na wynos. Dawniej, tradycyjnie zawijano je w gazetę. Często były to niesprzedane gazety z poprzedniego dnia, przekazywane sprzedawcom nieodpłatnie, co pozwalało na redukcję kosztów. Podczas II wojny światowej dodatkowym czynnikiem była reglamentacja papieru. Co najmniej od 1971 roku praktyka zawijania żywności w gazety jest zakazana ze względów higienicznych. Wprowadzenie zakazu wzburzyło część konsumentów, według których przesiąkająca potrawę farba drukarska poprawiała walory smakowe. Nadal dopuszczalne było wykorzystanie gazet jako zewnętrznego opakowania; wewnątrz umieszczano arkusz czystego papieru tłuszczoszczelnego. Wraz z wprowadzeniem kolejnych regulacji również ta praktyka zanikła, do końca lat 80. XX wieku.
Potrawę zwykle przyrządza się z dorsza lub łupacza. Dorsz cieszy się największą popularnością w południowej części kraju, a łupacz – w północnej, w tym w Szkocji. Rzadziej stosowane są inne ryby, m.in. rdzawiec, morszczuk bądź gładzica. Potrawa najczęściej przyprawiana jest solą i octem. Popularnym dodatkiem serwowanym do ryby jest papka z groszku (mushy peas).
Obecnie w Wielkiej Brytanii zamiast octu słodowego najczęściej podaje się syntetyczny produkt, będący mieszaniną kwasu octowego, wody i substancji aromatycznych i smakowych. Substytut ten podaje się z uwagi na jego niższą cenę.
Według badań instytutu Synovate jest to bardzo lubiane przez Brytyjczyków danie. W Wielkiej Brytanii co roku spożywa się 326 milionów porcji fish and chips – 6 na osobę. Zakład gastronomiczny prowadzący sprzedaż fish and chips, głównie na wynos, nazywany jest chip shop, a w slangu, głównie w północnych częściach kraju, chippie. Dzień fish and chips jest obchodzony w Wielkiej Brytanii w pierwszy piątek czerwca.